# 太吉河镇
太吉河镇是中国陕西省商洛市商南县下辖的一个镇。

## 行政区划
太吉河镇下辖以下行政区：
丹南村、丹北村、北河口村、太子坪村、落花沟村、庙台子村、毕家湾村、西湾村、富裕沟村、江西沟村、二郎庙村、蒋家庄村、寺湾村